# Christine Stückelberger
Christine Stückelberger   (Berna, 22 de maig de 1947) és una amazona suïssa, ja retirada, guanyadora de cinc medalles olímpiques. Amb la seva participació en sis Jocs Olímpics és l'esportista suïssa amb més participacions olímpiques.

## Carrera esportiva
Especialista en doma clàssica, va participar als 25 anys en els Jocs Olímpics d'Estiu de 1972 realitzats a Múnic (Alemanya Occidental), on va finalitzar setena en la prova per equips, guanyant així un diploma olímpic, i quinzena en la prova individual. En els Jocs Olímpics d'Estiu de 1976 realitzats a Mont-real (Canadà) aconseguí guanyar la medalla d'or en la prova individual i la medalla de plata en la prova per equips. Absent dels Jocs Olímpics d'estiu de 1980 realitzats a Moscou (Unió Soviètica) per voluntat pròpia, en els Jocs Olímpics d'Estiu de 1984 realitzats a Los Angeles (Estats Units) aconseguí revalidar la medalla de plata per equips, si bé en la competició individual únicament fou novena. En els Jocs Olímpics d'Estiu de 1988 celebrats a Seül (Corea del Sud) tornà a guanyar dues medalles: novament una medalla en la competició per equips i la medalla de bronze en la competició individual. Absent dels Jocs Olímpics d'estiu de 1992 realitzats a Barcelona (Catalunya), participà en els Jocs Olímpics d'Estiu de 1996 realitzats a Atlanta (Estats Units), on fou sisena en la competició per equips, guanyant un nou diploma, i dissetena en la prova individual. Finalment participà, als 53 anys, en els Jocs Olímpics d'Estiu de 2000 realitzats a la ciutat de Sydney (Austràlia), els seus sisens Jocs Olímpics, on fou setena en la prova per equips i vint-i-dosena en la prova individual.
Al llarg de la seva carrera ha guanyat set medalles en el Campionat del Món de doma clàssica, entre elles una medalla d'or. En el Campionat d'Europa ha guanyat onze medalles, entre elles dues medalles d'or.